# Wyścigowe Samochodowe Mistrzostwa Polski 1996
Sezon 1996 był czterdziestym sezonem Wyścigowych Samochodowych Mistrzostw Polski.
Sezon liczył sześć eliminacji, rozgrywanych na torach w Poznaniu (dwa razy), Kamieniu Śląskim (dwa razy) i Białej Podlaskiej.

## Punktacja
Punkty przyznawano według klucza 20-15-12-10-8-6-4-3-2-1. Do końcowej klasyfikacji kierowcom zaliczano cztery najlepszych wyniki.

## Kategorie
Samochody były podzielone na następujące grupy według regulaminu FIA:
- Grupa E – samochody formuł wyścigowych;
- Grupa H – samochody niehomologowane;
- Grupa A – samochody turystyczne, których produkcja w ciągu 12 miesięcy przekraczała 2500 egzemplarzy. Dozwolony był duży zakres przeróbek pod kątem poprawy osiągów;
- Grupa N – samochody turystyczne, których produkcja w ciągu 12 miesięcy przekraczała 2500 egzemplarzy. Modyfikowanie tych samochodów pod kątem poprawy osiągów było niemal całkowicie zabronione.

Samochody były dodatkowo podzielone na następujące klasy:
- Klasa E-2000 – gr. E, poj. do 2000 cm³;
- Klasa E-1600 – gr. E, poj. do 1600 cm³;
- Klasa E-1300 – gr. E, poj. do 1300 cm³;
- Klasa H – gr. H;
- Klasa A-1000 – gr. A, poj. do 1000 cm³;
- Klasa Cinquecento Sporting – wyłącznie samochody Fiat Cinquecento Sporting grupy N;
- Klasa Cinquecento – wyłącznie samochody Fiat Cinquecento 900 grupy N.

## Zwycięzcy
| Data                   | Tor            | Klasa                      | Zwycięzca (kierowcy)  | Samochód                  | Zwycięzca (zespoły)                                       |
| ---------------------- | -------------- | -------------------------- | --------------------- | ------------------------- | --------------------------------------------------------- |
| 25–26 maja             | Poznań         | klasa E-2000 + E-1600      | Krzysztof Woźniak     | Dallara F393              | GPF Motorsport - Automobilklub Wielkopolski               |
| 25–26 maja             | Poznań         | klasa E-1300               | Krzysztof Wodziński   | Promot 84-Łada            | Castrol - Autoklub Rzemieślnik Warszawa                   |
| 25–26 maja             | Poznań         | klasa H                    | Péter Mozart          | Mercedes 190 Evo          | Mozart Motorsport                                         |
| 25–26 maja             | Poznań         | klasa A-1000               | Marek Oczkowski       | Fiat Cinquecento 900      | PPH Kaczmarek - Automobilklub Wielkopolski                |
| 25–26 maja             | Poznań         | klasa Cinquecento Sporting | Jakub Golec           | Fiat Cinquecento Sporting | PPH Kaczmarek / ACM Mari Car - Automobilklub Wielkopolski |
| 25–26 maja             | Poznań         | klasa Cinquecento          | Jakub Pietruszyński   | Fiat Cinquecento 900      | PPH Kaczmarek - Automobilklub Wielkopolski                |
| 29–30 czerwca          | Poznań         | klasa E-2000 + E-1600      | Ryszard Luciński      | Reynard 913-VW            | Castrol - Automobilklub Wielkopolski                      |
| 29–30 czerwca          | Poznań         | klasa E-1300               | Bohdan Leśniak        | Estonia 21-Łada           | Autoklub Rzemieślnik Warszawa                             |
| 29–30 czerwca          | Poznań         | klasa H                    | Adam Polak            | Toyota Celica GT4         | Castrol - Automobilklub Polski                            |
| 29–30 czerwca          | Poznań         | klasa A-1000               | Włodzimierz Pawluczuk | Fiat Cinquecento 900      | Autoklub Rzemieślnik Warszawa                             |
| 29–30 czerwca          | Poznań         | klasa Cinquecento Sporting | Wojciech Cołoszyński  | Fiat Cinquecento Sporting | Castrol - Autoklub Rzemieślnik Warszawa                   |
| 29–30 czerwca          | Poznań         | klasa Cinquecento          | Arkadiusz Nowicki     | Fiat Cinquecento 900      | PPH Kaczmarek - Automobilklub Wielkopolski                |
| 10–11 sierpnia         | Kamień Śląski  | klasa E-2000 + E-1600      | Ryszard Luciński      | Reynard 913-VW            | Castrol - Automobilklub Wielkopolski                      |
| 10–11 sierpnia         | Kamień Śląski  | klasa E-1300               | Krzysztof Wodziński   | Promot 84-Łada            | Castrol - Autoklub Rzemieślnik Warszawa                   |
| 10–11 sierpnia         | Kamień Śląski  | klasa H                    | Andrzej Dziurka       | Opel Astra GSi 16V        | ALDA Motorsport - Automobilklub Polski                    |
| 10–11 sierpnia         | Kamień Śląski  | klasa A-1000               | Marek Oczkowski       | Fiat Cinquecento 900      | PPH Kaczmarek - Automobilklub Wielkopolski                |
| 10–11 sierpnia         | Kamień Śląski  | klasa Cinquecento Sporting | Jakub Golec           | Fiat Cinquecento Sporting | PPH Kaczmarek / ACM Mari Car - Automobilklub Wielkopolski |
| 10–11 sierpnia         | Kamień Śląski  | klasa Cinquecento          | Grzegorz Grzyb        | Fiat Cinquecento 900      | Moto Car 93 Rzeszów                                       |
| 31 sierpnia–1 września | Kamień Śląski  | klasa E-2000 + E-1600      | Ryszard Luciński      | Reynard 913-VW            | Castrol - Automobilklub Wielkopolski                      |
| 31 sierpnia–1 września | Kamień Śląski  | klasa E-1300               | Mariusz Podkalicki    | Estonia 21-Łada           | Automobilklub Szczeciński                                 |
| 31 sierpnia–1 września | Kamień Śląski  | klasa H                    | Krzysztof Federowicz  | Ford Escort RS Cosworth   | Rafineria Czechowice - Autoklub Rzemieślnik Warszawa      |
| 31 sierpnia–1 września | Kamień Śląski  | klasa A-1000               | Marek Oczkowski       | Fiat Cinquecento 900      | PPH Kaczmarek - Automobilklub Wielkopolski                |
| 31 sierpnia–1 września | Kamień Śląski  | klasa Cinquecento Sporting | Tomasz Krukowski      | Fiat Cinquecento Sporting | Automobilklub Kielecki                                    |
| 31 sierpnia–1 września | Kamień Śląski  | klasa Cinquecento          | Grzegorz Grzyb        | Fiat Cinquecento 900      | Moto Car 93 Rzeszów                                       |
| 28–29 września         | Biała Podlaska | klasa E-2000 + E-1600      | Tomasz Szczęsny       | Reynard 883-VW            | Hollywood - Autoklub Rzemieślnik Warszawa                 |
| 28–29 września         | Biała Podlaska | klasa E-2000 + E-1600      | Artur Glinczewski     | Reynard 893-VW            | Rafineria Gdańska - Automobilklub Wielkopolski            |
| 28–29 września         | Biała Podlaska | klasa E-1300               | Marek Nowak           | Estonia 21-Łada           | Autoklub Rzemieślnik Warszawa                             |
| 28–29 września         | Biała Podlaska | klasa E-1300               | Mariusz Podkalicki    | Estonia 25-Łada           | Automobilklub Szczeciński                                 |
| 28–29 września         | Biała Podlaska | klasa H                    | Andrzej Dziurka       | Opel Astra GSi 16V        | ALDA Motorsport - Automobilklub Polski                    |
| 28–29 września         | Biała Podlaska | klasa H                    | Andrzej Dziurka       | Opel Astra GSi 16V        | ALDA Motorsport - Automobilklub Polski                    |
| 28–29 września         | Biała Podlaska | klasa A-1000               | Marek Oczkowski       | Fiat Cinquecento 900      | PPH Kaczmarek - Automobilklub Wielkopolski                |
| 28–29 września         | Biała Podlaska | klasa A-1000               | Marek Oczkowski       | Fiat Cinquecento 900      | PPH Kaczmarek - Automobilklub Wielkopolski                |
| 28–29 września         | Biała Podlaska | klasa Cinquecento Sporting | Wojciech Cołoszyński  | Fiat Cinquecento Sporting | Autorex / Castrol - Autoklub Rzemieślnik Warszawa         |
| 28–29 września         | Biała Podlaska | klasa Cinquecento Sporting | Wojciech Cołoszyński  | Fiat Cinquecento Sporting | Autorex / Castrol - Autoklub Rzemieślnik Warszawa         |
| 28–29 września         | Biała Podlaska | klasa Cinquecento          | Grzegorz Grzyb        | Fiat Cinquecento 900      | Moto Car 93 Rzeszów                                       |
| 28–29 września         | Biała Podlaska | klasa Cinquecento          | Grzegorz Grzyb        | Fiat Cinquecento 900      | Moto Car 93 Rzeszów                                       |

## Mistrzowie
| Klasa                      | Kierowca             | Samochód                                         | Zespół                                            |
| -------------------------- | -------------------- | ------------------------------------------------ | ------------------------------------------------- |
| klasa E-2000               | Ryszard Luciński     | Reynard 913-VW                                   | Castrol - Automobilklub Wielkopolski              |
| klasa E-1600               | Tomasz Szczęsny      | Reynard 883-VW                                   | Hollywood - Autoklub Rzemieślnik Warszawa         |
| klasa E-1300               | Mariusz Podkalicki   | Estonia 25-Łada, Estonia 21-Łada, Promot 85-Łada | Automobilklub Szczeciński                         |
| klasa H                    | Andrzej Dziurka      | Opel Astra GSi 16V                               | ALDA Motorsport - Automobilklub Polski            |
| klasa A-1000               | Marek Oczkowski      | Fiat Cinquecento 900                             | Automobilklub Wielkopolski                        |
| klasa Cinquecento Sporting | Wojciech Cołoszyński | Fiat Cinquecento Sporting                        | Autorex / Castrol - Autoklub Rzemieślnik Warszawa |
| klasa Cinquecento          | Grzegorz Grzyb       | Fiat Cinquecento 900                             | Polmozbyt Rzeszów - Moto Car 93 Rzeszów           |